# Antônio José Cabral d'Almeida
Antônio José Cabral d'Almeida (?  — Rio de Janeiro, 22 de novembro de 1786) foi um governador do estado de Goiás.

## Biografia
Nasceu em Meruge, Portugal, onde foi baptizado a 27 de janeiro de 1732. Filho do Advogado José de Almeida e de sua mulher Maria Perpétua Cabral Pinto. Licenciou-se em Direito pela Universidade de Coimbra, em 1756.
Foi Juiz de Fora, Bahia, por carta datade de 5 de abril de 1763 e Corregedor da mesma comarca, Ouvidor Geral da comarca de Goyas, por carta de 27 de março de de 1769. Foi condecorado com o Hábito da Ordem de Cristo, com Tença de 20.000 réis.
Entre 17 de junho de 1778 e 16 de outubro de 1778, conjuntamente com o Tenente-Coronel João Pinto Barbosa Pimentel e o vereador Pedro da Costa, integrou a Junta Provisória que administrou a Capitania de Goyas. Foi ouvidor da Capitania do Rio de Janeiro e Desembargador da Relação do Rio de Janeiro, por carta de 4 de fevereiro de 1778.